# كارلتون جي. هاو
كارلتون جي. هاو (بالإنجليزية: Carleton G. Howe)‏ هو سياسي أمريكي، ولد في 4 مارس 1898، وتوفي في 21 سبتمبر 1993. حزبياً، نشط في الحزب الجمهوري.